# Midden-aarde
Midden-aarde (Engels: Middle-earth), ook geschreven als Midden-Aarde, is een continent op de aarde 'Arda' in verschillende verhalen van de Britse schrijver en hoogleraar Engelse taal- en letterkunde J.R.R. Tolkien. 
De geschiedenis van Midden-aarde is het onderwerp van veel van zijn boeken. De bekendste boeken binnen dit oeuvre zijn De Hobbit, In de Ban van de Ring en De Silmarillion. Andere werken zoals de Nagelaten vertellingen en de twaalfdelige Engelstalige serie The History of Middle-earth zijn na de dood van Tolkien door diens zoon Christopher Tolkien uitgegeven en geven nog meer van de geschiedenis van Midden-aarde weer.

## Oorsprong
De naam "Midden-aarde" komt voor in het Angelsaksische gedicht Crist van Cynewulf, dat Tolkien heeft bestudeerd. Dit gedicht omvat de regel:
Eālā Ēarendel, engla beorhtast,
Ofer middanġeard monnum sended
De term middanġeard (= Midden-aarde, ofwel de bewoonde, menselijke wereld) inspireerde Tolkien en uiteindelijk kwam hier Midden-aarde uit voort. De naam Earendel komt trouwens ook terug in Tolkiens geschriften, maar dan gespeld als Eärendil.

## Plaats inArda
Midden-aarde is gesitueerd in een wereld genaamd Arda, die lijkt op de Aarde, maar in een prehistorisch en lang vergeten verleden, 'toen de vorm van alle landen verschillend was'. Midden-aarde heeft een ingrijpende gedaanteverandering meegemaakt aan het einde van de Eerste Era, wanneer het meest westelijke deel, Beleriand, ten gevolge van de Oorlog van Gramschap verzinkt in Belegaer, de grote zee.

## Wezens
Er leven naast Mensen en de ons bekende planten en dieren vele verschillende volken en wezens, waarvan een aantal intelligent zijn, zoals Elfen, Hobbits, Dwergen, Wargs, Orks, Trollen, Enten en Tovenaars. Deze zijn niet allemaal in te delen in categorieën van 'goed' en 'slecht'. Er bestaan in Midden-aarde slechte (zoals de Haradrim) en goede mensen (zoals het volk van Rohan), maar ook slechte tovenaars (Saruman) en goede tovenaars (Radagast en Gandalf de Grijze). Gedurende de Derde Era en het begin van de Vierde Era trekken de Elfen naar Valinor, waardoor de Mensen geleidelijk aan de alleenheerschappij over Midden-aarde krijgen.

## Etymologie en indeling
Midden-aarde, ook wel Endor genaamd, dankt zijn naam aan de ligging, namelijk in het midden van de wereld. Het continent is onderverdeeld in vier grote gebieden, één per windstreek: Harad (Zuid), Rhûn (Oost), Forod (Noord) en Annûn (West), die de belangrijkste plaats innemen in Tolkiens boeken. Het grootste deel van de verhalen speelt zich in het westen af, waar in de Eerste Era de streek Beleriand lag en de streken Eriador, Rhovanion en Gondor liggen.